# Carmen Moreno
Carmen Emilia Moreno, coniugata González (30 dicembre 1950 – 12 ottobre 2024), è stata una cestista colombiana.

## Carriera
Con la Colombia ha disputato i Campionati mondiali del 1975 e due edizioni dei Giochi panamericani (Cali 1971, Città del Messico 1975).